# کریستیانه وارتنبرگ
کریستیانه وارتنبرگ (آلمانی: Christiane Wartenberg؛ زادهٔ ۲۷ اکتبر ۱۹۵۶) دونده دو نیمه‌استقامت زن اهل آلمان بود.